# ニーナ・マイヤーズ
ニーナ・マイヤーズ（英: Nina Myers）は、サラ・クラークがテレビドラマ『24 -TWENTY FOUR-』で演じる架空の人物である。日本での吹き替え声優は渡辺美佐。
CTU在籍時には、将来の上級スタッフ候補として有望視されており、その能力は高く評価されていた。しかし、ジャックと関係を持ち、職場に恋愛感情を持ち込むことが多かったことから、上司からは「将来を棒に振った」と非難されていた。ジャックと別れた後は、部下であるアルメイダ捜査官と親密な仲となる。シーズン1最終話にて逃亡する際にドイツ語で相手と電話し、｢ドイツと関連する証拠｣は隠滅するよう電話口の相手に言われていて、ドイツの工作員のような描写があるが、真相は不明。

## 履歴
生年月日1975年5月5日（ただし、偽造パスポートに記載されていたため偽装している可能性がある）。年齢33歳（死亡）
CTUロサンゼルス支局で働いていたダブルエージェント（いわゆる二重スパイ）で、テロリストなど複数の買い手にCTUから手に入る機密情報を売っていた。その経緯や動機などには不明な点が多い。英語だけでなく、セルビア語、ドイツ語、アラビア語などに通じたマルチリンガルである。

## 作中での活躍

### シーズン1以前
一時期、妻のテリー・バウアーと別居していた間のジャックと恋仲だった過去がある。ジャックがテリーの元に戻った後の時点（すなわちシーズン1時）では、分析官のトニー・アルメイダと親密な仲になっていた。

### シーズン1
CTUロサンゼルス支局のアシスタント・チーフとして登場。有能なジャック・バウアーの腹心として、独断専行するジャックを陰ながら命がけでサポートし続けるかに見えたが、終盤にドレーゼン一味と内通していたことが発覚。さらには自殺したと思われたジェイミーは彼女が殺していた。
ジャックに「キムが殺された」と嘘を吹き込んでドレーゼン達に殺させようとしたが、逆上したジャックに全員殺害されてしまい嘘が発覚。ドイツへの逃亡の準備をテリーに目撃されてしまい監禁。ドイツ語での会話をテリーに聞かれたため、口封じにテリーを殺害した。
最後は、車で逃げるところをジャックにより逮捕され、国家反逆罪に問われ服役の身となる。

### シーズン2
核爆弾テログループによるCTU爆破事件が、ニーナが過去に売ったCTUの設計図をもとになされたことが判明。ニーナは大統領の恩赦を条件に不遜な態度を取るが、ジャックには通用せず、逆にジャックから脅迫同然の追及を受ける。
結果的に、情報提供者のファヒーンの居場所を話して爆弾のありかを聞き出すが、聞き出した瞬間にファヒーンを殺害。直後にアメリカの隠密部隊の襲撃により飛行機は墜落。隠密部隊を何とか壊滅させ、ジャックの隙を突いてジャックに銃を突き付ける。黒幕のサイエド・アリの居場所を話すが、さらに恩赦の条件としてジャックの殺害を追加。大統領は要求を呑むが、ジャックの挑発に乗って誘き出されたところを狙撃されて捕獲された。
結局は当初の恩赦がそのまま実行され、外国への渡航制限を条件に北アフリカに追放された（シーズン3において判明）。また、シーズン2のDVDの未公開映像には黒幕であるマックスと関わっているシーンがある。

### シーズン3
生物兵器の買い手のエージェントとしてメキシコに現れ、ジャックの潜入捜査を妨害する。その後、CTUに拘束され尋問を受けるが、自殺を試みる。
治療中の隙をついて医療スタッフを殺害し、逃走する途中で偶然キムと鉢合わせしテリー同様に殺害しようとしたが、駆けつけたジャックに狙撃されて重傷を負い、ついに年貢の納め時となる。最期は「自分はまだ情報を持っている」と命乞いとも取れる言葉をうそぶくも、怒りが頂点に達したジャックに嘘だと見抜かれ射殺された。

## 学歴
- ハーバード大学中東研究・歴史学専攻で文学士号取得
- ニューヨーク市立大学ジョン・ジェイ・法科カレッジ 文学部、犯罪心理学部で修士号取得
- タフツ大学フレッチャー国際関係学科 法学、外交学で修士号取得

## 出版論文
- 防衛情報センター 『テロリズム根絶における情報収集の役割』
- カト・ポリシーリポート 『悪漢政治主義とナショナルセキュリティー』
- ブルーキングインステチュート 『首都とグローバルな脅威』

## 職歴
- 国連安全保障理事会 政策・方針アナリスト
- RAND リサーチ・アナリスト
- 国務省情報調査局・長官特別補佐
- CTUロサンゼルス支局 アシスタントチーフ（シーズン1）

## CTUでのミッション
- プロテウス作戦地域リーダー（2000年）